# 西哲里木站
西哲里木站是位于内蒙古自治区兴安盟科尔沁右翼中旗巴仁哲里木镇的一个铁路车站，邮政编码029425。车站建于1981年，有通霍铁路经过该站，现办理客货运业务，车站及上下行区间均已电气化。车站距离通辽站318公里，隶属沈阳铁路局霍林郭勒车务段，是四等站。